# Lockport (Louisiana)
Lockport is een plaats (town) in de Amerikaanse staat Louisiana, en valt bestuurlijk gezien onder Lafourche Parish.

## Demografie
Bij de volkstelling in 2000 werd het aantal inwoners vastgesteld op 2624.
In 2006 is het aantal inwoners door het United States Census Bureau geschat op eveneens 2624.

## Geografie
Volgens het United States Census Bureau beslaat de plaats een oppervlakte van
1,7 km², waarvan 1,6 km² land en 0,1 km² water. Lockport ligt op ongeveer 2 m boven zeeniveau.

## Plaatsen in de nabije omgeving
De onderstaande figuur toont nabijgelegen plaatsen in een straal van 20 km rond Lockport.